# Reinaldo Gottino
Reinaldo Gottino  (São Paulo, 7 de julho de 1977) é um jornalista, apresentador, narrador e escritor brasileiro. 
Filho de um imigrante italiano e descendente de espanhóis, iniciou sua carreira na televisão como repórter esportivo para a TV Gazeta, e no ano de 2005 transferiu-se para a Record. É responsável por noticiar muitos dos acontecimentos de urgência em rede nacional, tornando-se a voz e a imagem da emissora para coberturas ao vivo no chamado Plantão. De 2014 até 2019 apresentou o programa jornalístico local Balanço Geral SP, pela Record São Paulo. Logo depois, foi âncora de dois telejornais na CNN Brasil, mas ficou apenas oito meses no canal e voltou para a Record e reassumiu o Balanço Geral SP.

## Carreira

### Formação e início no Rádio e TV
Formado em Jornalismo pela Universidade São Judas Tadeu, pós graduado pela Cásper Libero. O jornalista começou na Rádio Imprensa 102.5 FM, aos 15 anos. Era office boy em um banco durante a semana e aos sábados e domingos ia para a Rádio para atender telefone. Um dia o locutor faltou e Gottino entrou no ar. Impressionou a direção da emissora e foi contratado. Gottino trabalhou durante seis anos na rádio CBN, e foi o repórter mais jovem a apresentar o programa Globo no Ar, na Rádio Globo SP; neste período atuou também na TV Gazeta, onde trabalhou por cinco anos, participando dos programas Mesa Redonda e Gazeta Esportiva.
Em 2004, fez a cobertura dos Jogos Paralímpicos em Atenas, e se tornou um incentivador do esporte paralímpico no país.

### Record
Entrou para equipe de jornalismo da Record em 2005, primeiro como repórter esportivo. Ao longo do anos apresentou diversos telejornais e programas jornalísticos, principalmente para o público paulista: SP Record, Record Notícias  e SP no Ar, além dos exibidos em rede nacional; Cidade Alerta e Esporte Fantástico, este junto com Mylena Ciribelli nas primeiras semanas do programa. Reinaldo Gottino ao lado de Fabiola Reipert e Renato Lombardi entraram para história da emissora com o programa que mais tempo ficou em primeiro lugar. Foram responsabilizados pela mídia pelo término do tradicional Vídeo Show da TV Globo e seguem vencendo a Sessão da Tarde em 2019. Em setembro do mesmo ano, Gottino pede demissão da Record e assina com a filial brasileira do canal de notícias CNN, ainda em fase de implantação. Depois de 8 meses, retorna a Record TV para reassumir o "Balanço Geral SP" depois de sua curta passagem pela CNN Brasil.
Apresentou por três anos o SP Record. Em 2011, foi um dos narradores da Record nos Jogos Panamericanos de Guadalajara. É torcedor declarado da Sociedade Esportiva Palmeiras. O apresentador também diz ser um defensor dos animais e luta contra os maus tratos e que em seu programa sempre abre espaço para a causa animal.
Em 2012, comandou o Record Notícias, com Adriana Reid, e o boletim de notícias do dia dentro do Tudo a Ver. Durante as Olimpíadas de Londres em 2012, narrou a competição pela Record News.
No ano de 2013, Reinaldo Gottino apresentou também um quadro chamado "Povo Sofre", onde mostrava situações em que a população não conseguia resolver seus problemas e precisava da imprensa para conseguir, por exemplo, um atendimento médico; o quadro se tornou popular em São Paulo. O fato dele e sua equipe de reportagem ter ajudado um garoto que passava mal rendeu repercussão. A matéria entrou no programa especial de 60 anos da Record.
No ano de 2014 apresentou o Balanço Geral SP Manhã por alguns meses, inclusive comandando o Balanço Geral SP Tarde e Manhã ao mesmo tempo, devido a saída de Luiz Bacci da Record.
Em 26 de maio de 2014 passou a apresentador de forma titular o Balanço Geral SP, entre 12h e 15h diariamente, ao lado de Renato Lombardi e Fabíola Reipert, que integra editoria de celebridades com o quadro A Hora da Venenosa, líder de audiência em seu horário de exibição.
Reinaldo Gottino escreveu o livro “O Segredo do Sucesso”, biografia da empresária Sylvia Design, onde conta a caminhada da moça pobre, do interior do Ceará, que se tornou empresária em São Paulo. Ele também já foi colunista do Jornal A Bola, da revista americana CCM Magazine, entre outras publicações.
Em 2015, Gottino narrou em julho os Jogos Pan-Americanos de Toronto pela Rede Record e Record News. Em 2016 integrou o time de narradores da Record na Olimpíada do Rio. Em 13 de setembro de 2015 passou a apresentar na Record News o programa Ressoar.
Em 2018, entrevistou no Balanço Geral SP os principais candidatos ao Governo de São Paulo, além de ter sido o mediador dos debates entre eles organizados pela Record. Apresentou junto com Adriana Araújo, do Jornal da Record, as edições especiais do Domingo Espetacular dos dias 7 e 28 de outubro, com a apuração das Eleições gerais no Brasil em 2018, que elegeu Jair Bolsonaro o presidente da República.
Outras grandes coberturas jornalísticas com repercussão política que Reinaldo Gottino participou em 2018 foi a prisão do ex-presidente Lula pela Operação Lava Jato em 7 de abril, e a greve dos caminhoneiros, que paralisou o país no final de maio com indisponibilidade de alimentos e remédios em regiões do Brasil e escassez e alta de preços da gasolina, com longas filas para abastecer. Também fazendo dupla com a jornalista Adriana Araújo, apresentou Plantões da emissora nas tardes de sábado e domingo, 26 e 27 de maio, respectivamente, que acabou derrubando a programação regular do canal. Mobilização semelhante aconteceu em outras coberturas do canal em que Gottino apresentou na última década: os ataques criminosos e rebeliões em presídios de São Paulo em 2006. o desastre do Voo TAM 3054 em 2007, o assassinato da menina Isabela Nardoni em 2008, o sequestro em cárcere privado do Caso Eloá Cristina Pimentel também em 2008, o apagão de energia no Brasil em 2009, a prisão do goleiro Bruno pelo assassinato de Eliza Samúdio em 2010,  o massacre na escola de Realengo em 2011, a morte da apresentadora Hebe Camargo em 2012, a tragédia do Incêndio na boate Kiss em 2013, o velório coletivo na Arena Condá dos jogadores de futebol da Chapecoense mortos na queda do Voo LaMia 2933 em 2016, entre outras coberturas jornalísticas.

### CNN Brasil
Em 16 de setembro de 2019, Reinaldo Gottino deixou o comando do Balanço Geral SP e consequentemente a RecordTV, para ser um dos apresentadores da CNN Brasil, onde ancorou dois telejornais, o CNN Novo Dia e o CNN 360°, onde ficou até 29 de maio de 2020.

### Retorno à Record
No mesmo dia em que pediu demissão da CNN Brasil, a Record anunciou a sua recontratação.
Em sua volta, reassumiu o comando da edição paulista do Balanço Geral, ficando até o dia 17 de janeiro de 2025, quando é efetivado como o novo apresentador do Cidade Alerta, estreando no dia 20.

## Filmografia

### Televisão
| Ano           | Título                  | Cargo        | Emissora   |
| ------------- | ----------------------- | ------------ | ---------- |
| 2007-2009     | SP no Ar                | Apresentador | Record     |
| 2008-2012     | SP Record               | Apresentador | Record     |
| 2009          | Esporte Fantástico      | Apresentador | Record     |
| 2011          | Cidade Alerta           | Apresentador | Record     |
| 2012          | Record Notícias         | Apresentador | Record     |
| 2014-2019     | Balanço Geral SP        | Apresentador | Record     |
| 2018          | Bancando o Chef 1       | Participante | Record     |
| 2020          | CNN Novo Dia            | Apresentador | CNN Brasil |
| 2020          | CNN 360º                | Apresentador | CNN Brasil |
| 2020-2025     | Balanço Geral SP        | Apresentador | Record     |
| 2024-presente | Patrulha das Fronteiras | Apresentador | Record     |
| 2024          | Acerte Ou Caia!         | Participante | Record     |
| 2025-presente | Cidade Alerta           | Apresentador | Record     |